# YUBA liga 1970-1971
La YUBA liga 1970-1971 è stata la 27ª edizione del massimo campionato jugoslavo di pallacanestro maschile. La vittoria finale è stata ad appannaggio della Jugoplastika Spalato.

## Regular season
|     | Squadra                | G  | V  | P  | PF    | PS    | Pt. |
| --- | ---------------------- | -- | -- | -- | ----- | ----- | --- |
| 1.  | Jugoplastika Spalato   | 22 | 19 | 3  | 1.895 | 1.677 | 38  |
| 2.  | Lokomotiva Zagabria    | 22 | 16 | 6  | 1.953 | 1.788 | 32  |
| 3.  | Stella Rossa Belgrado  | 22 | 15 | 7  | 1.929 | 1.685 | 30  |
| 4.  | OKK Belgrado           | 22 | 12 | 10 | 1.519 | 1.509 | 24  |
| 5.  | Rabotnički Skopje      | 22 | 11 | 11 | 1.646 | 1.632 | 22  |
| 6.  | AŠK Lubiana            | 22 | 11 | 11 | 1.797 | 1.762 | 22  |
| 7.  | Zadar                  | 22 | 10 | 12 | 1.653 | 1.692 | 20  |
| 8.  | Radnički Belgrado      | 22 | 9  | 13 | 1.868 | 1.913 | 18  |
| 9.  | Borac Čačak            | 22 | 9  | 13 | 1.681 | 1.746 | 18  |
| 10. | Partizan Belgrado      | 22 | 8  | 14 | 1.734 | 1.781 | 16  |
| 11. | Oriolik Slavonski Brod | 22 | 8  | 14 | 1.532 | 1.669 | 16  |
| 12. | Željezničar Karlovac   | 22 | 4  | 18 | 1.576 | 1.929 | 8   |

| YUBA liga 1970-1971            |
| ------------------------------ |
| Jugoplastika Spalato 1º titolo |

## Formazione vincitrice
| N° | Naz.                  | Ruolo | Sportivo          |  | Alt. |  |
| -- | --------------------- | ----- | ----------------- |  | ---- |  |
|    | Jugoslavia (bandiera) |       | Drago Peterka     |  |      |  |
|    | Jugoslavia (bandiera) |       | Zoran Grašo       |  |      |  |
|    | Jugoslavia (bandiera) |       | Mihajlo Manović   |  |      |  |
|    | Jugoslavia (bandiera) |       | Ivo Škarić        |  |      |  |
|    | Jugoslavia (bandiera) | P     | Ratomir Tvrdić    |  | 185  |  |
|    | Jugoslavia (bandiera) |       | Martin Guvo       |  |      |  |
|    | Jugoslavia (bandiera) |       | Dražen Tvrdić     |  |      |  |
|    | Jugoslavia (bandiera) |       | Lovre Tvrdić      |  |      |  |
|    | Jugoslavia (bandiera) | A     | Damir Šolman      |  | 200  |  |
|    | Jugoslavia (bandiera) |       | Siniša Depolo     |  |      |  |
|    | Jugoslavia (bandiera) |       | Zdenko Prug       |  |      |  |
|    | Jugoslavia (bandiera) | C     | Petar Skansi      |  | 206  |  |
|    | Jugoslavia (bandiera) |       | Mirko Grgin       |  |      |  |
|    | Jugoslavia (bandiera) |       | Momčilo Radulović |  |      |  |
|    | Jugoslavia (bandiera) | All.  | Branko Radović    |  |      |  |